# Liverpool
Liverpool je grad u sjeverozapadnoj Engleskoj, uz istočni dio estuarija rijeke Mersey. Liverpool je treći po veličini grad u Engleskoj i četvrti u Ujedinjenom Kraljevstvu s populacijom od 816.216 stanovnika u širem gradskom području (Wirral, Warrington, Flintshire, Chester i dr.).
Njegovi stanovnici nazivaju se Scousers, prema njihovom naglasku (Scouse) koji je jedan od najnerazumljivijih u Britaniji.
Od 2004. godine, nekoliko gradskih spomenika (Pristanište Head, Albertov dok i Ulica William Brown) bilo je upisano na UNESCO-ov popis mjesta svjetske baštine u Europi kao Pomorsko-trgovački grad Liverpool sve do 2012. kada je upisan na popis ugroženih mjesta svjetske baštine zbog predložene izgradnje "Liverpool Waters", masivne rekonstrukcije povijesnih pristaništa sjeverno od centra grada. Izabran je za glavni europski grad kulture, zajedno s norveškim Stavangerom, 2008. godine. 

## Uprava
Liverpool ima tri razine upravljanja; Općinsko vijeće, Nacionalnu vladu i Europski parlament. Liverpoolom službeno upravlja Zjedničko tijelo (Unitary Authority), a otkad se Županijsko vijeće Merseysidea raspustilo, građanske funkcije su vraćene na razinu okruga četvrti. Međutim nekoliko službi, kao što su policija i vatrogasna i spasilačka služba, i dalje djeluju na županijskoj razini.
Gradske četvrti Liverpoola su:
| 1. Allerton & Hunts Cross 2. Anfield 3. Belle Vale 4. Central 5. Childwall 6. Church 7. Clubmoor 8. County 9. Cressington 10. Croxteth 11. Everton 12. Fazakerley 13. Greenbank 14. Kensington & Fairfield 15. Kirkdale | 16. Knotty Ash 17. Mossley Hill 18. Norris Green 19. Old Swan 20. Picton 21. Princes Park 22. Riverside 23. Speke Garston 24. St Michaels 25. Tuebrook & Stoneycroft 26. Warbreck 27. Wavertree 28. West Derby 29. Woolton 30. Yew Tree |

## Povijest
Osnovan je kao kraljevsko naselje 1207. god. i stare ulice još uvijek imaju plan koji je postavio Ivan bez Zemlje, no do sredine 16. stoljeća broj stanovnika bio je još samo oko 500. Do 18. stoljeća, trgovina iz Zapadne Indije, Irske i kontinentalne Europe, zajedno s bliskim vezama s atlantskom trgovinom robljem, omogućili su gospodarsku ekspanziju Liverpoola. Povijesno dio Lancashirea, Liverpool je urbanizacijom i širenjem kao glavna engleska luka dobio status grada 1880. god. Do ranog 19. stoljeća, 40% svjetske trgovine je prošlo kroz gradske dokove, pridonoseći rastu Liverpoola kao glavnog grada zapadne Engleske.
Popularnost Beatlesa i drugih skupina iz Merseybeat doba doprinijelo je statusu Liverpoola kao turističkog odredišta, a turizam je postao značajan dio modernog gospodarstva grada. Godine 2007. grad je proslavio svoju 800. godišnjicu osnutka.
U utorak rano ujutro 13. svibnja 2008. godine požar je poharao galeriju Bluecoat Art u Liverpoolu, samo dva mjeseca nakon opsežnih radova obnove najstarije zgrade u povijesnom središtu Liverpoola. Gradske vlasti su odgovorile opsežnim planom obnove zaštićenog područja grada.
God. 2012. Liverpoolski pomorski trgovački grad je upisan na popis ugroženih mjesta svjetske baštine zbog predložene izgradnje "Liverpool Waters", masivne rekonstrukcije povijesnih pristaništa sjeverno od centra grada.  akon što lokalna uprava i engleski zavod za očuvanje baštine nisu uspjeli sačuvati izgled liverpoolske luke, ona je 2021. godine skinuta s popisa svjetske kulturne baštine.

## Znamenitosti
u Liverpoolu postoje mnogi razni povijesni arhitektonski stilovi, u rasponu od 16. stoljeća (Tudor stil), pa sve do moderne i suvremene arhitekture. Većina zgrada u gradu datiraju iz kasnog osamnaestog i devetnaestog stoljeća kada grad prerasta u jedan od najistaknutijih oblasti u Britanskom Carstvu. Postoji više od 2.500 navedenih zgrada u Liverpoolu, od kojih su 27 spomenici I. kategorije, a 85 su II. kategorije; u Velikoj Britaniji samo London ih ima više. Grad ima i veći broj javnih skulptura od bilo koje druge lokacije u Velikoj Britaniji, osim Westminstera, i više paladijskih građevina od grada Batha. Zbog tog bogatstva arhitekture Liverpool se smatrao naj-viktorijanskim od svih gradova u Engleskoj. Vrijednost Liverpoolske arhitekture i dizajna prepoznato je 2004., kada je nekoliko područja u gradu proglašeno UNESCO-ovom svjetskom baštinom. Pomorsko trgovački grad Liverpool su mjesta koja su dodana kao priznanje uloge grada u razvoju međunarodne trgovine i tehnologije pomorskog pristaništa.
Mjesta svjetske baštine:
- Albertov dok (1846.) je izgradio Jesse Hartley, a sastoji od nekoliko zgrada (najveći broj zgrada I. kategorije u UK) koji je u svoje vrijeme bio najsuvremenija luka na svijetu.
- Pristanište Head (Pier Head) je najveća gradska atrakcija zbog tri svoje građevine, različitih stilova, koje tvore jedan od najprepoznatljivijih gradskih veduta na svijetu: Kraljevska Liver zgrada (Royal Liver Building), Zgrada Cunard (Cunard Building) i Zgrada Liverpoolske luke (Port of Liverpool Building).
- Na popisu svjetske baštine nalazi se i Stara trgovačka četvrt oko ulica Castle Street, Dale Street i Old Hall Street koje slijede srednjovjekovni plan, a razvile su se tijekom tri stoljeća u nezaobilazan arhiektonski kompleks s jedinstvenim građevinama kao što su: 
  - Liverpoolska gradska vijećnica (1754.) se smatra jednom od najuspješnijih neoklasicističkih građevina koje najavljuju taj novi stil
  - Zgrada Bank of England (1845. – 48.)
  - Ostale znamenite građevine u toj četvrti su: Tower Buildings, Albion House, Municipal Buildings i
  - Oriel Chambers (1864.) koja se zbog uporabe novih materijala (fasada od metala i stakla) smatra prvom građevinom moderne arhitekture

Ostale znamenitosti su:
- Stari dok (1715.) ima najstariji hidraulični kran
- Duhansko skladište u Stanley doku (1901.) je u svoje vrijeme bila najveća zgrada na svijetu, a i danas je najveća građevina od opeke na svijetu
- Koncertna dvorana sv. Jurja (St George's Hall, 1841. – 54.) se smatra jednom od najuspješnijih neoklasicističkih građevina na svijetu
- Speke Hall – tudorska kuća s fasadom drvenih okvira iz 1598. god.
- Liverpoolska katedrala, anglikanska crkva (1905. – 78.), je najveća katedrala u Britaniji i peta po veličini na svijetu
- Liverpool One je moderna čatvrt na 42 hektara s modernim stambenim naseljima (Central Village, Lime Street, Liverpool Waters) i poslovnim neboderima (Unity Buildings, West Tower)

- Duhansko skladište na Stanley doku
- Bank of England u Liverpoolu
- Oriel Chambers
- Koncertna dvorana sv. Jurja
- Speke Hall
- Superlambananas, 2010

## Promet
Najpoznatiji brod svih vremena " Titanic" imao je registracije Liverpoola.

## Stanovništvo
Liverpoolu je status grada-luke doveo do raznolikosti stanovništva, koji su, povijesno, bili izvučeni iz širokog spektra naroda, kultura i religija, posebno onih iz Irske. Zbog toga većinu stanovništva čine katolici. Grad je također dom najstarije Crne afričke zajednice u zemlji i najstarije kineske zajednice u Europi.
Populacija Liverpoola je rasla sve do 1930-ih kada je imala preko 840.000 stanovnika; od kada konstntno opada i taj pad je doživio vrhunac u 70-ima kada je grad napustilo preko 100.000 stanovnika.

### Poznati stanovnici
| - Trent Alexander-Arnold, nogometaš - Beatlesi - Cilla Black, pjevačica - Jamie Carragher, nogometaš - Kim Cattrall, glumica | - John Horton Conway, matematičar - Walter Crane, slikar - Daniel Defoe, književnik - Charles Dickens, književnik - Brian Epstein, menadžer | - Steven Gerrard, nogometaš - Herman Melville, književnik - Wayne Rooney, nogometaš - George Stubbs, slikar |

## Sport
Liverpool ima dva nogometna kluba iz FA Premier Lige, Everton F.C. i Liverpool F.C. 
Liverpool F.C. je najtrofejniji engleski klub, s 20 osvojenih prvenstava. 6 puta je bio i prvak Europe. Njegovi navijači proglašeni su u mnogim anketama najboljima u svijetu, a Liverpoolova himna You'll never walk alone je po mnogima najbolja navijačka himna ikad. Stadion Anfield je istinski hram nogometa.
Everton F.C. je također jedan od najuspješnijih engleskih klubova, s 9 ligaških naslova, iako je zadnji osvojio sezone 1986./97. Everton igra na Goodison Parku.
Liverpool F.C. i Everton F.C. igraju gradski derbi poznat pod nazivom Merseyside derbi.
U Liverpoolu se igra i kriket.
Trkalište Aintree je poznato Liverpoolsko trkalište za trkaće motore, a bilo je i domaćin Britanskog Grand Prixa 1950-ih i 1960-ih godina prošlog stoljeća.
Od ostalih sportova u Liverpoolu su razvijeni tenis, plivanje, atletika, karate, košarka (npr. Everton Tigers).

## Gradovi prijatelji
| - – Köln, Njemačka (od 1952.) - – Corinto, Nikaragva - – Dublin, Irska (od 1997.) - – Liverpool, Novi Južni Wales, Australija - – Odesa, Ukrajina - – Rotterdam, Nizozemska | - – Šangaj, NR Kina (od 1999.) Posebni sporazumi o suradnji: - – New York City, SAD - – Riga, Latvija - – Stavanger, Norveška |